# Ophiotrema alberti
Ophiotrema alberti är en ormstjärneart som beskrevs av Jean Baptiste François René Koehler 1896. Ophiotrema alberti ingår i släktet Ophiotrema och familjen knotterormstjärnor. Inga underarter finns listade i Catalogue of Life.